# パキシリン (タンパク質)
パキシリン（英: paxillin）は、ヒトではPXN遺伝子によってコードされているタンパク質である。パキシリンは横紋筋細胞ではコスタメアに、そして横紋筋以外の細胞ではフォーカルアドヒージョンに発現しており、細胞を細胞外マトリックスへ接着する過程で機能する。PXN遺伝子の変異やパキシリンタンパク質の発現の異常は、さまざまながんの進行への関与が示唆されている。

## 構造
ヒトのパキシリンは64.5 kDaであり、591アミノ酸から構成される。
パキシリンのC末端領域はタンデムに並んだ2つのジンクフィンガーからなるLIMドメインであり、保存された反復配列を有するシステイン/ヒスチジンに富む配列となっている。これらはPTP-PESTやチューブリンの結合部位となり、またフォーカルアドヒージョンへの標的化モチーフとして機能する。
パキシリンのN末端領域は、LDモチーフと呼ばれる高度に保存されたロイシンに富む配列が5つ存在し、これらはpp125FAKやビンキュリンなど、いくつかの相互作用を媒介している。LDモチーフは両親媒性のαヘリックスを形成すると予測されており、各ロイシン残基はヘリックスの片側に位置して疎水的なタンパク質相互作用面を形成している。また、N末端領域にはSrcのSH3ドメインとの結合能を有するプロリンリッチドメインも存在する。N末端のYXXPモチーフは、タリンまたはv-CRKのSH2ドメインへの結合部位として機能している可能性がある。

## 機能
パキシリンはシグナル伝達におけるアダプタータンパク質であり、1990年にKeith Burridgeの研究室によって発見された。パキシリンのC末端領域には4個のLIMドメインが存在し、パキシリンをフォーカルアドヒージョンへ標的化している。標的化はインテグリンβ鎖の細胞質テールとの直接的結合によって行われていると考えられている。パキシリンのN末端領域にはタンパク質間相互作用部位が多く存在する。パキシリンに結合するタンパク質は多様であり、SrcやFAKなどのチロシンキナーゼ、ビンキュリンやアクトパキシンなどの構造タンパク質、COOL/PIXやPKL/GITなどのアクチン組織化の調節因子などが含まれる。パキシリンはインテグリン結合や成長因子による刺激に伴ってFAKやSrcによってチロシンがリン酸化され、アダプタータンパク質CRKのための結合部位が形成される。
横紋筋細胞では、パキシリンはコスタメア形成（costamerogenesis）に重要である。コスタメアは筋細胞に存在するフォーカルアドヒージョン様の特殊構造であり、筋鞘を越えてZ板を細胞外マトリックスへ係留している。コスタメア形成に関する現時点でのモデルは次のようなものである。未分化の筋芽細胞では、α5インテグリンとビンキュリン、パキシリンは複合体として主にフォーカルアドヒージョンに位置している。分化の初期過程にサルコメア形成過程（sarcomerogenesis）が生じることでpremyofibrilが形成され、そしてフォーカルアドヒージョンに類似した構造体においてpremyofibrilの集合が開始される。こうしてpremyofibrilは新生筋原線維となり、整列が進行して成熟した筋原線維が形成され、コスタメア構造が出現する。そしてコスタメアタンパク質の分布の変化が生じ、成熟したコスタメア構造が形成される。これらの過程におけるパキシリンの正確な機能は未解明であるが、パキシリンの結合パートナーの探索研究からその機能の機械的側面に関する理解が得られている。パキシリンのプロリンリッチ領域はポンシンの2番目のSH3ドメインに特異的に結合する。この結合は筋形成の開始後に生じ、コスタメアに限定されている。また、パキシリンのFAKへの結合がパキシリンの機能の指示に重要であることも明らかにされている。FAKとパキシリンとの相互作用はFAKのセリン910番残基のリン酸化によって調節されており、リン酸化によってパキシリンのコスタメア内での半減期は短くなるため、この相互作用によって心筋細胞のコスタメアにおけるパキシリンの安定性が制御されていると考えられている。FAK-パキシリン間相互作用の安定性はビンキュリン-パキシリン間相互作用の安定性と逆相関している可能性が高く、後者の相互作用はコスタメアの強度を高め、サルコメアの再編成を促進する。この過程は拡張型心筋症とも関連している。他の研究ではパキシリン自体もリン酸化されることが示されており、この現象は心筋細胞の肥大シグナルの伝達に関与している。心筋細胞肥大のアゴニストであるフェニレフリンによって、パキシリンのチロシンリン酸化の急速な増加が引き起こされる。
拡張型心筋症のマウスモデルでは、心筋細胞におけるパキシリンの再編成が観察されている。トロポモジュリン過剰発現マウスモデルでは、パキシリンのリン酸化と切断が増加し、分布の変化が生じている。同様に、構成的活性化型Rac1を発現しているトランスジェニックマウスの心筋細胞でもパキシリンの局在の変化が示されている。これらのデータは、コスタメア構成の変化が拡張型心筋症の発症機構の1つとなっており、その一部はパキシリンの分布の変化を介したものである可能性を示している。さらに、後負荷の増大によって心肥大が誘発されたマウスではパキシリンの発現レベルが増加しており、パキシリンは拡張型心筋症と肥大型心筋症の双方と関係していることが示唆されている。

## 臨床的意義
パキシリンは、いくつかの種類のがんで臨床的に重要な役割を果たしていることが示されている。パキシリンの発現の亢進は、肺腺がんの高リスク患者の過形成、扁平上皮化生、杯細胞化生などの前がん病変部位、そして異形成病変や癌腫の領域で検出されている。PXN遺伝子の変異は、肺がん組織の成長、細胞増殖、浸潤の亢進と関連している。
腫瘍の形質転換過程において、パキシリンタンパク質がリクルートされてリン酸化されているという一貫した知見が得られている。パキシリンはMETシグナル伝達経路に関与しており、この経路は多くのがんでアップレギュレーションされている。

## 相互作用
パキシリンは次に挙げる因子と相互作用することが示されている。
- PTP-PEST（英語版）[6]
- チューブリン[7]
- ビンキュリン[13][28]
- pp125FAK[29][30][31]
- SRC[32][33]
- SORBS1（英語版）[17]
- PARVA（英語版）[34]
- ILK[35]

## 関連文献
- “Tyrosine phosphorylation of paxillin, FAK, and p130CAS: effects on cell spreading and migration”. Frontiers in Bioscience 7 (1–3):  d143-50. (Jan 2002). doi:10.2741/panetti. PMID 11779709.
- “Alpha4 integrins and the immune response”. Immunological Reviews 186:  118–24. (Aug 2002). doi:10.1034/j.1600-065X.2002.18611.x. PMID 12234367.
- “CRKL links p210BCR/ABL with paxillin in chronic myelogenous leukemia cells”. The Journal of Biological Chemistry 270 (49):  29145–50. (Dec 1995). doi:10.1074/jbc.270.49.29145. PMID 7493940.
- “Overexpressed Csk tyrosine kinase is localized in focal adhesions, causes reorganization of alpha v beta 5 integrin, and interferes with HeLa cell spreading”. Molecular and Cellular Biology 15 (2):  711–22. (Feb 1995). doi:10.1128/mcb.15.2.711. PMC 231937. PMID 7529872.
- “Focal adhesion kinase and paxillin bind to peptides mimicking beta integrin cytoplasmic domains”. The Journal of Cell Biology 130 (5):  1181–7. (Sep 1995). doi:10.1083/jcb.130.5.1181. PMC 2120552. PMID 7657702.
- “Leukocyte adhesion to vascular endothelium induces E-selectin linkage to the actin cytoskeleton”. The Journal of Cell Biology 133 (2):  445–55. (Apr 1996). doi:10.1083/jcb.133.2.445. PMC 2120789. PMID 8609175.
- “p210BCR/ABL induces formation of complexes containing focal adhesion proteins and the protooncogene product p120c-Cbl”. Experimental Hematology 24 (2):  310–3. (Feb 1996). PMID 8641358.
- “p130CAS forms a signaling complex with the adapter protein CRKL in hematopoietic cells transformed by the BCR/ABL oncogene”. The Journal of Biological Chemistry 271 (41):  25198–203. (Oct 1996). doi:10.1074/jbc.271.41.25198. PMID 8810278.
- “Focal adhesion and stress fiber formation is regulated by tyrosine phosphatase activity”. Experimental Cell Research 229 (2):  307–17. (Dec 1996). doi:10.1006/excr.1996.0376. hdl:2318/37568. PMID 8986614.
- “Monocyte cells and cancer cells express novel paxillin isoforms with different binding properties to focal adhesion proteins”. The Journal of Biological Chemistry 272 (11):  7437–44. (Mar 1997). doi:10.1074/jbc.272.11.7437. PMID 9054445.
- “Tyrosine phosphorylation of the related adhesion focal tyrosine kinase in megakaryocytes upon stem cell factor and phorbol myristate acetate stimulation and its association with paxillin”. The Journal of Biological Chemistry 272 (16):  10804–10. (Apr 1997). doi:10.1074/jbc.272.16.10804. PMID 9099734.
- “Paxillin phosphorylation and association with Lck and Pyk2 in anti-CD3- or anti-CD45-stimulated T cells”. The Journal of Biological Chemistry 273 (10):  5692–6. (Mar 1998). doi:10.1074/jbc.273.10.5692. PMID 9488700.
- “Syk activation is required for spreading and H2O2 release in adherent human neutrophils”. Journal of Immunology 160 (10):  5154–62. (May 1998). doi:10.4049/jimmunol.160.10.5154. PMID 9590268.
- “Integrins regulate the association and phosphorylation of paxillin by c-Abl”. The Journal of Biological Chemistry 273 (23):  14225–30. (Jun 1998). doi:10.1074/jbc.273.23.14225. PMID 9603926.
- “Human immunodeficiency virus tat modulates the Flk-1/KDR receptor, mitogen-activated protein kinases, and components of focal adhesion in Kaposi's sarcoma cells”. Journal of Virology 72 (7):  6131–7. (Jul 1998). doi:10.1128/JVI.72.7.6131-6137.1998. PMC 110419. PMID 9621077.
- “Paxillin comes of age”. Journal of Cell Science 121 (Pt 15):  2435–44. (Aug 2008). doi:10.1242/jcs.018044. PMC 2522309. PMID 18650496.